# Coremacera marginata
Coremacera marginata (лат.) — вид двукрылых из семейства тенниц.

## Внешнее строение
Длина тела имаго 7-10 мм. Среднеспинка черноватая с черными точками у основания щетинок. Крылья чёрные с белыми пятнами. У типичной формы средние и задние бёдра буровато-жёлтые. У подвида Coremacera marginata pontica бёдра и голени жёлтые.

## Биология
Встречается в затенённых местообитаниях в дубовых лесах, по опушкам сосняков, в зарослях кустарников, по краям лугов, в городских садах. Самки откладывают яйца в конце сентября рядом с наземными моллюсками, на которых нападают и поедают вылупившиеся личинки. Личинки сначала питаются как хищники, после смерти улитки становятся сапрофагами, после чего они нападают на вторую улитку. Жертвами личинок являются виды Cochlicopa lubricella, Cochlicopa minima, Discus rotundatus, Helicella itala, Helicella caperata, Cernuella virgata, Helix aspersa, Fruticicola fruticum, Trochulus hispidus и представители рода Oxychilus. В год развивается одно поколение. Зимует на стадии куколки за пределами раковины улитки. Имаго летает с июня по начало ноября.

## Распространение
Вид встречается в Европе от Швеции до Греции и от Испании до Урала, а также в Турции, Грузии, Армении, Азербайджане и Иране.